# Cordicepina
La cordicepina (o 3-deossiadenosina) è un derivato del nucleoside adenosina, differente da essa per l'assenza di un atomo di ossigeno nella posizione 3 dell'anello di ribosio.
Veniva inizialmente estratta da un fungo del genere Cordyceps, ma è attualmente sintetizzata in maniera artificiale.
Alcuni enzimi non possono distinguere la cordicepina dall'adenosina, essendo queste due molecole molto simili tra loro. Per questo motivo la cordicepina può partecipare ad alcune reazioni biochimiche, ad esempio essere incorporata in una molecola di RNA, in modo da terminarne prematuramente la sintesi.